# Чжан Рідон
Чжан Рідон (кит.: 张日东; нар. 23 лютого 1994) — китайський борець греко-римського стилю, триразовий бронзовий призер чемпіонатів Азії, срібний призер Азійських ігор.

## Життєпис
Боротьбою почав займатися з 2007 року. У 2012 році став бронзовим призером чемпіонату Азії серед юніорів.
Виступав за спортивний клуб провінції Ляонін. Тренер — Йо Йон Те.

## Спортивні результати на міжнародних змаганнях

### Виступи на Чемпіонатах світу
| Змагання                        | Збірна | Вагова категорія                 | Місце |
| ------------------------------- | ------ | -------------------------------- | ----- |
| Чемпіонат світу з боротьби 2014 | КНР    | греко-римська боротьба, до 71 кг | 29    |
| Чемпіонат світу з боротьби 2015 | КНР    | греко-римська боротьба, до 71 кг | 23    |
| Чемпіонат світу з боротьби 2016 | КНР    | греко-римська боротьба, до 71 кг | 17    |
| Чемпіонат світу з боротьби 2018 | КНР    | греко-римська боротьба, до 77 кг | 32    |

### Виступи на Чемпіонатах Азії
| Змагання                       | Збірна | Вагова категорія                 | Місце  |
| ------------------------------ | ------ | -------------------------------- | ------ |
| Чемпіонат Азії з боротьби 2014 | КНР    | греко-римська боротьба, до 71 кг | Бронза |
| Чемпіонат Азії з боротьби 2015 | КНР    | греко-римська боротьба, до 71 кг | Бронза |
| Чемпіонат Азії з боротьби 2016 | КНР    | греко-римська боротьба, до 71 кг | Бронза |
| Чемпіонат Азії з боротьби 2019 | КНР    | греко-римська боротьба, до 77 кг | 8      |

### Виступи на Азійських іграх
| Змагання                        | Збірна | Вагова категорія                 | Місце  |
| ------------------------------- | ------ | -------------------------------- | ------ |
| Азійські ігри в приміщенні 2017 | КНР    | греко-римська боротьба, до 75 кг | Срібло |

### Виступи на інших змаганнях
| Змагання                                 | Збірна | Вагова категорія                 | Місце  |
| ---------------------------------------- | ------ | -------------------------------- | ------ |
| Кубок Тахті 2015                         | КНР    | греко-римська боротьба, до 71 кг | 9      |
| Кубок Владислава Пітласинські 2015       | КНР    | греко-римська боротьба, до 71 кг | 7      |
| Золотий Гран-прі з боротьби 2015         | КНР    | греко-римська боротьба, до 71 кг | Бронза |
| Кубок Владислава Пітласинські 2016       | КНР    | греко-римська боротьба, до 71 кг | Бронза |
| Золотий Гран-прі з боротьби 2016         | КНР    | греко-римська боротьба, до 71 кг | Бронза |
| Кубок Владислава Пітласинські 2017       | КНР    | греко-римська боротьба, до 75 кг | 15     |
| Чемпіонат Росії з боротьби 2019          | КНР    | греко-римська боротьба, до 77 кг | 17     |
| Гран-прі Угорщини з боротьби 2018        | КНР    | греко-римська боротьба, до 77 кг | Бронза |
| Кубок Владислава Пітласинські 2018       | КНР    | греко-римська боротьба, до 77 кг | 9      |
| Гран-прі Угорщини з боротьби 2019        | КНР    | греко-римська боротьба, до 77 кг | 18     |
| Турнір Дана Колова — Николи Петрова 2019 | КНР    | греко-римська боротьба, до 77 кг | 7      |
| Меморіал Олега Караваєва 2019            | КНР    | греко-римська боротьба, до 77 кг | 14     |
| Турнір Маттео Пелліцоне 2020             | КНР    | греко-римська боротьба, до 77 кг | 8      |

### Виступи на змаганнях молодших вікових груп
| Змагання                                      | Збірна | Вагова категорія                 | Місце  |
| --------------------------------------------- | ------ | -------------------------------- | ------ |
| Чемпіонат Азії з боротьби серед юніорів 2012  | КНР    | греко-римська боротьба, до 74 кг | Бронза |
| Чемпіонат світу з боротьби серед юніорів 2012 | КНР    | греко-римська боротьба, до 74 кг | 19     |
| Чемпіонат світу з боротьби до 23 років 2017   | КНР    | греко-римська боротьба, до 74 кг | 17     |